# Transport kolejowy w Wietnamie
Kolej w Wietnamie eksploatuje 15 linii kolejowych:

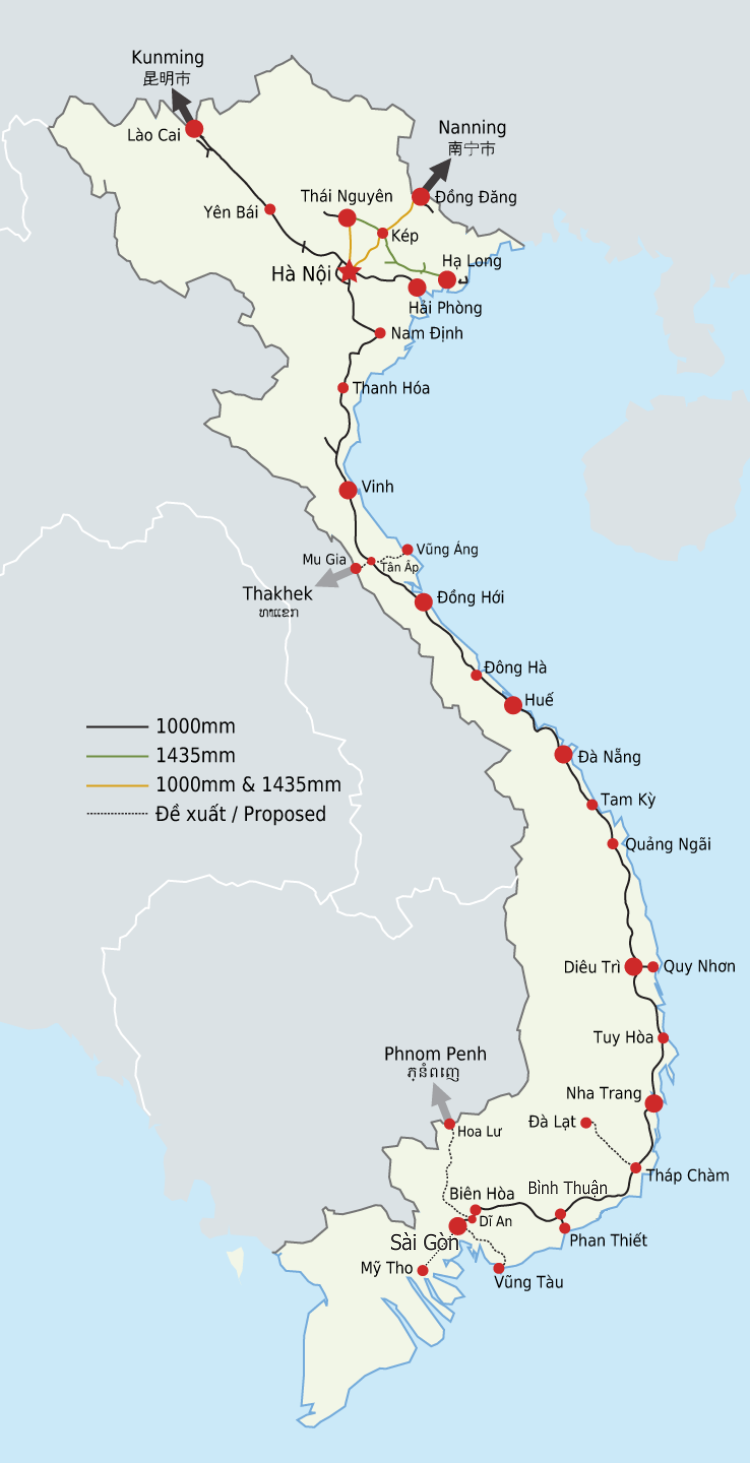
Schemat linii kolejowych w Wietnamie

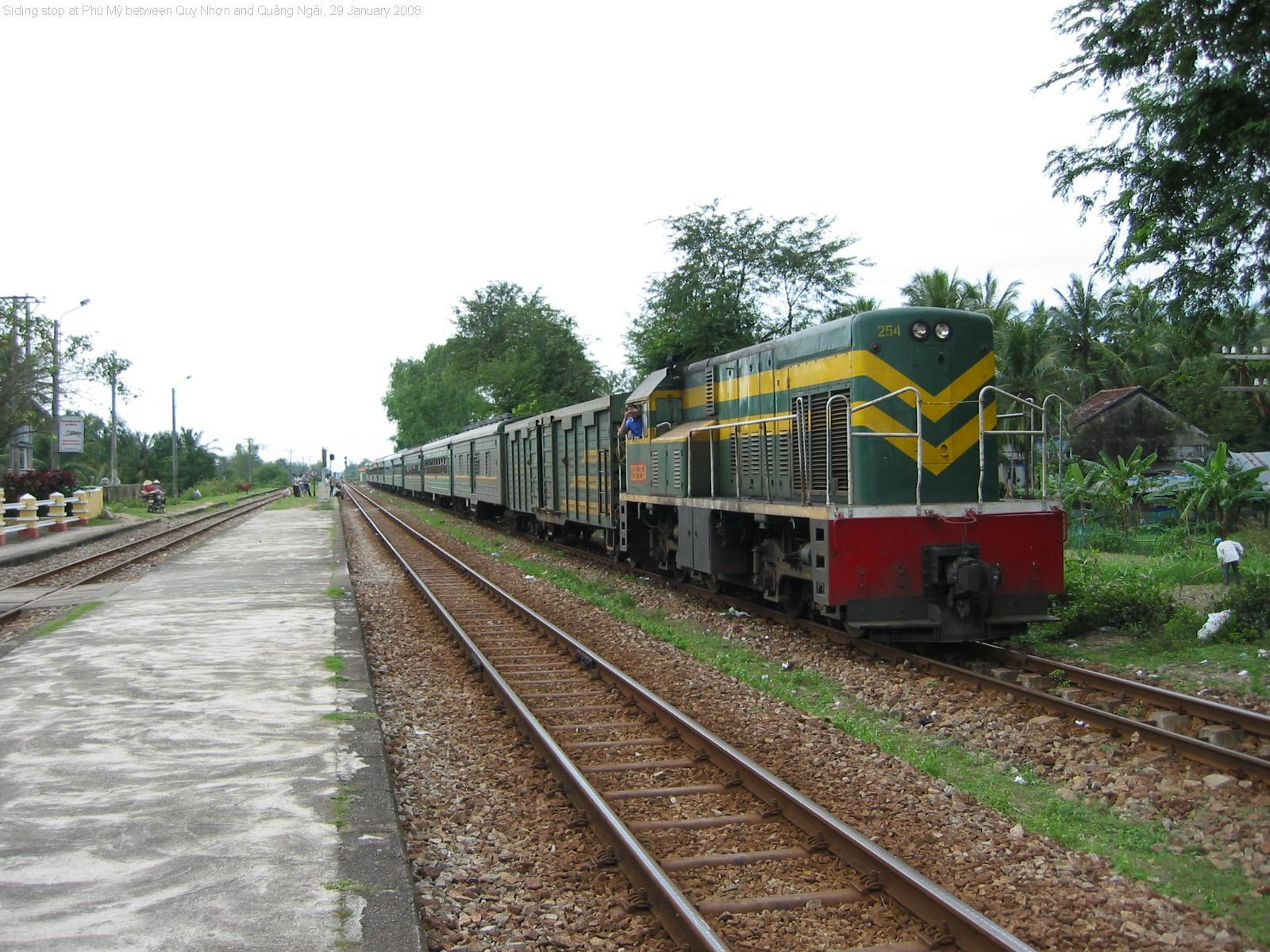
Wąskotorowy pociąg osobowy

Pierwszą linię kolejową w Wietnamie otwarto w 1881 pomiędzy Sajgonem i Mỹ Tho o długości 70 km. Obecnie ta linia jest nieczynna.
1. Hanoi – Ho Chi Minh: 1726,2 km
2. Gia Lâm – Hajfong: 95,7 km
3. Hanoi – Đồng Đăng: 163,3 km
4. Yên Viên – Lào Cai: 285 km
5. Đông Anh – Thái Nguyên: 54,7 km
6. Kép – Lưu Xá: 56,7 km
7. Kép – Hạ Long: 105 km
8. Chí Linh – Phả Lại: 14,9 km
9. Bác Hồng – Văn Điển: 49,2 km
10. Mai Pha – Nam Dương: 29,6 km
11. Cầu Giát – Nghĩa Đàn: 30 km
12. Diêu Trì – Quy Nhơn: 10,8 km
13. Đà Lạt - Trại Mát: 7,68 km
14. Phủ Lý – Kiện Khê: 6,9 km
15. Mương Mán – Phan Thiết: 12 km

178 km linii jest normalnotorowych, 2169 km 1 000 mm, 253 km podwójne - normalnotorowe + 1000 mm pomiędzy Hanoi i granicą chińską.
Jedynym operatorem są Koleje Wietnamskie (wietn. Đường sắt Việt Nam).